# Рыбинск (Иркутская область)
Рыбинск — деревня в Тайшетском районе Иркутской области России. Входит в состав Борисовского муниципального образования. Находится примерно в 24 км к северо-востоку от районного центра.

## Население
По данным Всероссийской переписи, в 2010 году в деревне проживало 5 человек (4 мужчины и 1 женщина).